# Герб Великобурлуцького району
Герб Великобурлу́цького райо́ну — офіційний символ Великобурлуцького району Харківської області, затверджений рішенням сесії районної ради від 7 квітня 2004 року.

## Опис
Щит із золотою облямівкою перетятий лазуровим та золотим. На нижній частині два байбаки природних кольорів, що сидять один навпроти одного на фоні земної кулі. Щит обрамований вінком із золотого дубового листя, кукурудзи та колосків. У клейноді — герб Харківської області. Унизу золотий соняшник із червоним написом «Великий Бурлук».
Комп'ютерна графіка — В. М. Напиткін.